# Parabaeus peckorum
Parabaeus peckorum är en stekelart som beskrevs av Austin 1990. Parabaeus peckorum ingår i släktet Parabaeus och familjen gallmyggesteklar. Inga underarter finns listade i Catalogue of Life.